# Sana Azegami
Sana Azegami (jap. 畔上 沙那, Azegami Sana; * 4. November 2001  in Nozawa Onsen) ist eine japanische Nordische Kombiniererin.

## Werdegang
Azegami begann im Alter von zehn Jahren auf Empfehlung ihres Vaters mit dem Skispringen. Bei den erstmals ausgetragenen japanischen Meisterschaften in der Nordischen Kombination Ende März 2018 in Nayoro belegte sie den neunten Rang. Ein Jahr später verbesserte sie sich in Hakuba auf den fünften Platz. Ihr internationales Debüt gab sie am 22. Februar 2020 im Alter von 18 Jahren beim Continental-Cup-Wochenende in Eisenerz. Bei einem verglichen großen Teilnehmerinnenfeld belegte sie am ersten Wettkampftag im Massenstart den 17. Platz und konnte so ihre ersten Punktgewinne erzielen. Tags darauf erreichte sie mit einem Rückstand von knapp 70 Sekunden auf die Siegerin Gyda Westvold Hansen den zehnten Rang im Einzel nach der Gundersen-Methode. Bei den Nordischen Junioren-Skiweltmeisterschaften 2020 anderthalb Wochen später in Oberwiesenthal wurde sie Sechste.
Beim historisch ersten Weltcup-Wettbewerb der Frauen in der Nordischen Kombination Mitte Dezember 2020 in der Ramsau belegte Azegami den 23. Platz. Nach mehreren Wochen ohne Wettkämpfe stand Ende Januar 2021 in Eisenerz das erste Continental-Cup-Wochenende der Saison an. An allen drei Wettkampftagen lief Azegami in die Top 20, ihre beste Platzierung stellte dabei der 15. Platz dar. Kurz darauf nahm sie an den Nordischen Junioren-Skiweltmeisterschaften 2021 in Lahti teil, wo sie den vierzehnten Rang im Gundersen Einzel belegte. Wenige Wochen später trat sie zudem bei der historisch ersten Medaillenentscheidung der Nordischen Kombiniererinnen bei Nordischen Skiweltmeisterschaften in Oberstdorf an. Azegami ging mit fast zwei Minuten Rückstand auf die Führende auf die Loipe, auf der sie sich um einige Ränge verbessern konnte und schließlich Zwölfte wurde. Die Saison beendete sie auf Rang 23 der Weltcupgesamtwertung sowie auf dem 28. Platz in der Gesamtwertung des Continental Cups. Bei einem Trainingssprung in der Vorbereitung auf die Saison 2021/22 riss sich Azegami im Juni 2021 das vordere Kreuzband des linken Knies, weshalb sie die komplette Saison verletzungsbedingt ausfiel.
In der Weltcup-Saison 2024/25 gehörte Azegami mit Ausnahme des Nordic Combined Triples zum japanischen Kader, erreichte dabei aber keine Platzierung unter den besten Zehn. Bei den Nordischen Skiweltmeisterschaften 2025 in Trondheim belegte sie Rang 26 im Massenstart und lief im Gundersen Einzel auf den 30. Platz. Im Mixed-Team kam sie nicht zum Einsatz.

## Privates
Sanas Zwillingsbruder Shōgo Azegami ist ebenfalls als Nordischer Kombinierer aktiv. Azegami besuchte die Iiyama High School.

## Statistik

### Platzierungen bei Weltmeisterschaften
| Jahr und Ort    | Wettbewerb | Wettbewerb  | Wettbewerb |
| Jahr und Ort    | Gundersen  | Massenstart | Mixed-Team |
| --------------- | ---------- | ----------- | ---------- |
| 2021 Oberstdorf | 12.        | —           | —          |
| 2023 Planica    | 21.        | —           | —          |
| 2025 Trondheim  | 30.        | 26.         | —          |

### Weltcup-Platzierungen
| Saison  | Platz | Punkte |
| ------- | ----- | ------ |
| 2020/21 | 23.   | 008    |
| 2022/23 | 20.   | 104    |
| 2023/24 | 20.   | 316    |
| 2024/25 | 21.   | 277    |

### Continental-Cup-Platzierungen
| Saison  | Platz | Punkte |
| ------- | ----- | ------ |
| 2019/20 | 30.   | 040    |
| 2020/21 | 28.   | 042    |